# Sabine Kuegler
Sabine Kuegler (* 25. Dezember 1972 in Patan, Nepal) ist eine deutsche Autorin. Kuegler, die viele Jahre im Dschungel von Westneuguinea verbrachte, veröffentlichte 2005 den Bestseller Dschungelkind, der 2011 unter demselben Titel verfilmt wurde. In ihren Büchern beschreibt sie ihre Erlebnisse als Drittkulturkind: Menschen, die ihre Kindheit und Jugend in sehr unterschiedlichen Kulturen verlebt haben.

## Leben
Kuegler ist die Tochter der deutschen Missionare und Sprachforscher Doris und Klaus-Peter Kuegler. Ihre Eltern lebten in Nepal bei der Sprachgruppe Danwar (Danuwar), um deren Sprache zu studieren und zu missionieren. Aus politischen Gründen mussten sie das Land 1976 verlassen und kehrten nach Deutschland zurück. Als Sabine Kuegler fünf Jahre alt war, zogen ihre Eltern mit ihr und ihren beiden Geschwistern (Judith und Christian) nach Westpapua, dem indonesischen Teil der Insel Neuguinea, zum Volk der Fayu, einer bis dahin nur für ihren angeblichen Kannibalismus bekannten tribalen Gruppe, die tief im Dschungel ohne Kontakt mit der Außenwelt lebte. Dort waren sie die ersten Weißen, die zusammen mit den Eingeborenen lebten. Sabine Kuegler lernte den Dschungel kennen und wuchs mit den Sitten der Fayu auf. Von ihnen lernte sie unter anderem, wie man mit Pfeil und Bogen umgeht, giftige von genießbaren Pflanzen unterscheidet und wie man sich bei einem Wildschweinangriff verhält. So entwickelte sie die Fähigkeit, im Dschungel zu überleben, gewöhnte sich an die landesübliche Nahrung, erkrankte an Malaria, badete mit ihren Spielkameraden im Krokodilfluss und geriet auch mit sozialen Riten wie dem Brautraub und der Blutrache in Kontakt.
1989 verließ Kuegler Westpapua und wurde mit 17 Jahren auf ein Schweizer Mädcheninternat in Montreux am Genfersee geschickt. Die westliche Welt empfand sie als Kulturschock: Im Urwald herrsche der körperliche Krieg, in Europa aber gebe es den psychischen Krieg, und der sei schlimmer. Trotz persönlicher Kontaktschwierigkeiten mit dem zivilisierten Leben – ihre Anpassungsschwierigkeiten führten zu einem Suizidversuch – lernte sie bald ihren ersten Ehemann kennen, mit dem sie zwei Kinder bekam. Mit ihrer Familie lebte sie an verschiedenen Orten der Welt, unter anderem in Tokio, München und in der Schweiz.
2005 veröffentlichte sie ihr erstes Buch mit dem Titel Dschungelkind, das zum Bestseller wurde und ihr öffentliche Bekanntheit sowie Auftritte in Fernsehshows einbrachte. 2006 hatte sie in dem ZDF-Film Im Himmel schreibt man Liebe anders einen kurzen Auftritt als Krankenschwester. Im gleichen Jahr erschien mit ihrem zweiten Buch Ruf des Dschungels der Bericht über ihre Rückkehr zum Schauplatz ihrer Jugend, dem Stamm der Fayu und dessen heutige Gefährdung. Im Unterschied zum ersten Band ging Sabine Kuegler diesmal auf die geschichtliche und politische Situation in Westpapua ein. Nach eigenen Angaben riskierte sie damit ein zukünftiges Einreiseverbot durch die indonesische Regierung. Im Oktober 2007 veröffentlichte sie mit Gebt den Frauen das Geld! ein Buch über die Wirtschaftskreisläufe und die Rolle von Frauen und Männern in den Entwicklungsländern. Der Kinofilm Dschungelkind, die Verfilmung ihres ersten Buches, startete am 17. Februar 2011 in deutschen Kinos. Zu dieser Zeit lebte sie mit zweien ihrer vier Kinder in der Nähe von Freising.
2012 kehrte sie todkrank in ein Dorf in Westpapua zurück, um im Urwald ein Heilmittel für ihre unbekannte Parasitenkrankheit zu finden, die schulmedizinisch nicht behandelt werden konnte. Es dauerte vier Jahre, bis sie einen Schamanen ausfindig machte, der ein Rindenextrakt kannte, mit dem er sie heilen konnte. Komplett genesen, überwarf sie sich zuletzt mit dem Leiter ihres Dorfes, der sie zur Rückkehr nach Europa zu ihren Kindern bewegen wollte. Nach einem eskalierten Streit wurde sie aus der Dorfgemeinschaft ausgeschlossen und kehrte 2016 nach Deutschland zurück. Von ihrer Heilung und dem neuerlichen vierjährigen Leben im Dschungel erzählt sie in ihrem 2023 erschienenen fünften Buch Ich schwimme nicht mehr da, wo die Krokodile sind.
Aktuell lebt die Autorin, deren Familie aus Bad Bramstedt stammt, in Hamburg.

## Engagement
Sabine Kuegler engagiert sich für nachhaltige Entwicklungskooperation. Sie ist prominente Kinderpatin und Botschafterin des Starthelferprogramms des Kinderhilfswerks World Vision Deutschland. Sie setzt sich speziell für Projektmaßnahmen ein, die Schwangeren und Kleinkindern zugutekommen. Außerdem ist sie Schirmherrin des Projekts Weil wir es wert sind der Tropenwaldstiftung OroVerde.
Zwischenzeitlich war Kuegler als eine der deutschen Botschafterinnen der UN-Dekade Biologische Vielfalt eingetragen.

## Werke
- Dschungelkind. Droemer Knaur, München 2005, ISBN 3-426-27361-6; als Knaur-Taschenbuch 78149, München 2008, ISBN 978-3-426-78149-4; als Hörbuch (erzählt von Sabine Kuegler, 3 CDs ca. 220 Min.), Universal Music, Berlin 2005, ISBN 978-3-8291-1525-4. (Platz 1 der Spiegel-Bestsellerliste im Jahr 2005)
- Ruf des Dschungels (Originaltitel: Call of the Jungle, aus dem Englischen übersetzt von Angela Troni). Droemer Knaur, München 2006, ISBN 3-426-27393-4; als Knaur-Taschenbuch 77972, München 2007, ISBN 978-3-426-77972-9.
- Gebt den Frauen das Geld! Und sie werden die Welt verändern. Zabert Sandmann, München 2007, ISBN 978-3-89883-189-5.
- Jägerin und Gejagte. Droemer, München 2009, ISBN 978-3-426-27494-1 (Autobiografie); als Hörbuch, gelesen von Helene Grass. Regie: Wolfgang Stockmann (gekürzte, autorisierte Lesefassung, 3 CDs), Random House, Köln 2009, ISBN 978-3-8371-0270-3.
- Die Abenteuer der Dschungelkids, inszenierte Lesung, Originalfassung erzählt von Sabine Kuegler (Hörbuch, 2 Audio-CDs, Inszenierung: Dicky Hank, Dennis Kassel, Regie: Verena Roelvink), Baumhaus, Bergisch Gladbach 2009, ISBN 978-3-8339-5009-4. (= Wellenreiter – wer nicht lesen will, kann hören!).
- Das Dschungelabenteuer. Die fliegenden Hunde [Mit Bildern von Paola Migliari. Text in Zusammenarbeit mit Cornelia Neudert]. Baumhaus, Köln 2010, ISBN 978-3-8339-0375-5. (Kinderbilderbuch).
- Ich schwimme nicht mehr da, wo die Krokodile sind. Westend, 2023, ISBN 978-3-864-89427-5